# Eldorado do Sul
Eldorado do Sul là một đô thị thuộc bang Rio Grande do Sul, Brasil. Đô thị này có diện tích 509,699 km², dân số năm 2007 là 31322 người, mật độ 61,45 người/km².